# Philip van Tijn
Philip van Tijn (Batavia, 8 december 1940 – Amsterdam, 12 januari 2025) was een Nederlandse journalist, ambtenaar, bestuurder en toezichthouder.

## Biografie
Na het Barlaeus Gymnasium in Amsterdam studeerde Van Tijn van 1958 tot 1965 politieke en sociale wetenschappen aan de Universiteit van Amsterdam. Tijdens en na zijn studie was hij tussen 1961 en 1968 actief als markt- en opinieonderzoeker en freelancejournalist.
Van 1968 tot 1971 was Van Tijn hoofdredacteur van het Nieuw Israëlietisch Weekblad en redacteur van het Algemeen Handelsblad, later NRC Handelsblad, waar hij onder meer belast was met het schrijven van televisierecensies. 
Tussen 1971 en 1980 werkte hij als consultant, onder meer voor Ahold, Unilever en de voorlopige Raad voor de Verkeersveiligheid. Ook werkte hij mee aan dag- en weekbladen, zoals Het Vrije Volk en de Volkskrant.
Van 1980 tot 1982 was hij chef van de kunstredactie van Het Parool. 
In 1982 werd hij benoemd tot directeur van het kabinet van de burgemeester van Amsterdam, achtereenvolgens Wim Polak en Ed van Thijn. 
In 1989 stapte hij over naar het bedrijfsleven en werd hij directeur corporate communicatie bij KPN. Na elf jaar vestigde hij zich als consultant, adviseur strategie en communicatie bij een aantal bedrijven en instellingen, waaronder Holland Casino, De Nederlandsche Bank, en Connexxion. Ook was hij van begin 2017 tot begin 2024 columnist van Elsevier.

## Nevenfuncties
Gedurende zijn loopbaan had Van Tijn een groot aantal nevenfuncties als bestuurder en toezichthouder. Onder meer van:
- Stichting de De Nieuwe Kerk
- ir. Cor Wit Fonds
- Holland Festival
- Stichting Holland-Sevilla (Expo '92)
- Stichting Koninklijk Paleis
- ME-Fonds
- Joods Historisch Museum
- Stichting Nexus
- Theaterfestival
- Amsterdam Sinfonietta
- Unicef Nederland
- Museum Boijmans van Beuningen
- Museum Boerhaave
- Woningcoöperatie 'Samenwerking'
- Stichting Carré Theaterproducties
- Anne Frank Stichting
- Stichting 4 mei in het Concertgebouw
- Oscar Carré Fonds

## Persoonlijk
Van Tijn was een zoon van de jurist Bernard van Tijn (1900–1990)  en de hispanist Frieda Rosetta Zwart (1908–1984). Zijn oudere broer was de journalist Joop van Tijn.
Van Tijn werd geboren in Nederlands-Indië omdat zijn ouders op de vlucht waren voor het opkomend Nazi-Duitsland. Van maart 1942 tot november 1945 verbleef hij achtereenvolgens in de jappenkampen Kramat,  Tjideng, Tangerang en ADEK.
Hij overleed in 2025 op 84-jarige leeftijd.

## Over Philip van Tijn
- Joop van Tijn, 'Jongensjaren', Vrij Nederland, 13 september 1997.
- Geerten Waling, 'Philip van Tijn (1940-2025). Een stralend leven in de schaduw', Elsevier, 14 januari 2025.

- International Standard Name Identifier: 0000 0000 3092 9946
- Library of Congress Control Number: n87917954
- Nationale Bibliotheek van Israël: 987007414290805171
- Virtual International Authority File: 33530296